# Instituto Militar de Engenharia
O Instituto Militar de Engenharia (IME) é uma instituição de ensino superior pública vinculada ao Exército Brasileiro, subordinada ao Departamento de Ciência e Tecnologia (DCT). Localizado no bairro da Urca, na Praia Vermelha, Rio de Janeiro, o IME oferece cursos de graduação e pós-graduação em diversas áreas da Engenharia, destacando-se por sua tradição e desempenho acadêmico. Fundado em sua origem como a Real Academia de Artilharia, Fortificação e Desenho em 1792, é considerado uma das primeiras escolas de engenharia das Américas.
O IME é reconhecido por seu vestibular altamente competitivo e pela formação rigorosa, que combina excelência intelectual e condicionamento físico. Além de formar engenheiros militares, a instituição contribui para o avanço tecnológico do país por meio de parcerias com a indústria de defesa e pesquisas inovadoras, alinhando-se ao conceito da tripla hélice (defesa, indústria e academia).

## História

### Origens e Período Colonial
O IME tem suas raízes na Real Academia de Artilharia, Fortificação e Desenho, criada em 17 de dezembro de 1792 por decreto da Rainha Maria I de Portugal, sendo instalada na Casa do Trem de Artilharia (atual Museu Histórico Nacional), no Rio de Janeiro. Considerada a primeira escola de engenharia das Américas e a sétima do mundo, surgiu em um contexto de fortalecimento das defesas coloniais portuguesas. Antes disso, o ensino de engenharia militar no Brasil teve antecedentes como as "Aulas Militares" instituídas por Pedro II de Portugal em 1699, com destaque para a aula inaugural de fortificações ministrada por Gregório Gomes Henriques no Rio.

### Período Imperial
Com a chegada da corte portuguesa ao Brasil em 1808, a instituição foi sucedida pela Academia Real Militar, criada em 1810 por João VI de Portugal. Seu curso de oito anos formava oficiais de artilharia e engenharia, abrangendo disciplinas como cálculo, física e topografia, além de engenharia civil. Após a independência, em 1822, passou a se chamar Imperial Academia Militar, sendo renomeada "Academia Militar da Corte" em 1832 e, posteriormente, "Escola Militar" em 1840. Em 1858, transferida para o Forte da Praia Vermelha, tornou-se a "Escola Central", única escola de engenharia do Brasil na época, formando tanto civis quanto militares. Em 1874, a Escola Central foi desvinculada do Exército, dando origem à Escola Politécnica da UFRJ.

### Período Republicano
Após a Proclamação da República em 1889, o ensino militar passou por reorganizações. Em 1905, o Decreto nº 1.348 criou a Escola de Artilharia e Engenharia, seguida pela Escola Militar do Realengo em 1913. Em 1928, o Decreto-Lei nº 5.632 instituiu a Escola de Engenharia Militar, que em 1933 tornou-se a Escola Técnica do Exército. Durante a Segunda Guerra Mundial, sob influência dos Estados Unidos, foi criado o Instituto Militar de Tecnologia em 1941. Finalmente, em 1959, a fusão da Escola Técnica do Exército com o Instituto Militar de Tecnologia deu origem ao IME como é conhecido hoje.

## Estrutura
O IME ocupa uma área de aproximadamente 90.000 m² na Praia Vermelha, com infraestrutura que inclui salas de aula, laboratórios especializados (ex.: robótica, nuclear, materiais), biblioteca com mais de 50.000 volumes, ginásio poliesportivo e alojamentos. A instituição conta com cerca de 600 alunos de graduação e 300 de pós-graduação, além de 150 docentes, entre militares e civis.

### Processo Seletivo
O ingresso na graduação ocorre pelo Concurso de Admissão ao Curso de Formação e Graduação (CA/CFG), realizado anualmente, com cerca de 100 vagas. Os candidatos escolhem entre a carreira da ativa (permanente no Exército) ou da reserva. O vestibular é composto por provas de Matemática, Física, Química, Português e Inglês, além de exames físicos e médicos. Oficiais da Academia Militar das Agulhas Negras (AMAN) podem ingressar via Concurso de Admissão ao Curso de Graduação (CA/CG).

### Cursos
O IME oferece sete cursos de graduação em Engenharia: Civil, Elétrica, Eletrônica, Mecânica, Química, Cartográfica e de Computação, com duração de cinco anos. Na pós-graduação, disponibiliza mestrado e doutorado em áreas como Defesa, Sistemas e Computação, e Engenharia de Materiais.

### Laboratórios e Pesquisa
Os laboratórios do IME, como o de Instrumentação e Detecção Nuclear, são acreditados por órgãos governamentais e destacam-se em pesquisa. A instituição também mantém parcerias com a indústria de defesa, alinhando-se ao modelo da tripla hélice.

## Desempenho Acadêmico
O IME obteve destaque no Exame Nacional de Desempenho dos Estudantes (ENADE) de 2005, sendo classificado como a melhor faculdade de engenharia do Brasil, com primeiro lugar em oito de seus nove cursos avaliados. Seus alunos frequentemente conquistam prêmios em competições nacionais e internacionais, como a RoboCup.

## Atividades Extracurriculares

### Quadro de Engenheiros Militares (QEM)
O QEM reúne os oficiais formados pelo IME, tendo como patrono o Coronel Ricardo Franco de Almeida Serra. Seu aniversário é celebrado em 11 de agosto.

### RoboIME
A equipe RoboIME compete na categoria Small Size League de futebol de robôs, com conquistas como o 1º lugar na Competição Latino-Americana de Robótica (LARC) em 2017.

### Zéfiro
A equipe Zéfiro participa da SAE AeroDesign Brasil, projetando aeromodelos e competindo em São José dos Campos.

### Fundação Ricardo Franco
Criada em 1997, a Fundação Ricardo Franco (FRF) apoia o IME com bolsas de iniciação científica e eventos acadêmicos.